# 瑞慶覧通信所
瑞慶覧通信所 (Zukeran Communication Site) は、沖縄県中頭郡北谷村（現在の北谷町）とコザ市（現在の沖縄市）にあったアメリカ陸軍の通信所。もともとの名称は Zukeran Propagation Annex。施設番号は FAC6045。1976年3月31日に返還された。現在は桃原公園や宅地として整備されている。

## 概要
1972年、沖縄返還協定時点でのデータ
旧称: Zukeran Propagation Annex (瑞慶覧電波伝播補助施設) あるいは「瑞慶覧C地区」
改称: Zukeran Communication Site (瑞慶覧通信所)
場所: 北谷村 (現在の北谷町) 字吉原、コザ市 (現在の沖縄市) 字山里
面積: 約117,400㎡
施設番号: FAC6045
使用主目的: 通信所
北谷町立北谷中学校のグラウンドを東西北に取り囲むかたちで、現在の桃原公園までの地点。米陸軍戦略通信司令部 (USA STRATCOM) の通信基地、ならびに太平洋野戦事務所として使用された。

## 歴史
1945年、軍事占領の継続として使用開始
1972年5月15日、沖縄返還協定により日本政府が「瑞慶覧通信所」として提供開始（使用主目的：通信所）。
年月日不明、郵政省が通信アンテナ４基を電離層観測のために共同使用。
1976年3月31日、全返還された。
1983年から1985年、桃原土地区画整理事業で宅地整備がおこなわれる。
現在は、上勢-桃原線道路、北側は桃原公園、南側は宅地として利用されている。

## 桃原公園
瑞慶覧通信所の北部高台を公園へと開発、4.6haという北谷町内では最大規模で、小高い丘に展望台を備え、起伏を利用した83mのローラー式すべり台を有する。展望台からは北は読谷村方面、金武町、西は慶良間諸島が見渡せる。

## 関連リンク
- 沖縄の米軍基地

| FAC6044 | キャンプ瑞慶覧 | キャンプ瑞慶覧             |            |
| FAC6044 | キャンプ瑞慶覧 | キャンプ・フォスター       |            |
| FAC6045 | 瑞慶覧通信所   | 瑞慶覧通信所 (瑞慶覧C地区) | 1976年返還 |